# Іпполіто Медічі
Іпполі́то Ме́дічі (1511 — 1535) — італійський політичний діяч, кардинал. Походив з родини Медічі.

## Життєпис
Був позашлюбним сином Джуліано ді Лоренцо де Медічі від коханки з м. Пезаро. Іпполіто народився у місті Урбіно. З 1519 до 1523 року він виховувався у Флоренції разом з Катериною Медічі та Алессандро. В цьому ж році папою римським стає його дядько Джуліано, а вже 31 серпня 1524 року Іпполіт Медічі стає на чолі Флорентійської республіки. Хоча фактично від його імені керує представник папи римського кардинал Пассеріні. Було укладено угоду з Флорентійською Сеньйорією, за якою гонфалоньєр буде обиратися кожного року, до тих пір коли Іпполіто стане повнолітнім. Проте Климент VII бажав зробити володарем Флоренції свого позашлюбного сина Алессандро.
Цим планам завадила зміна політичної ситуації. Імператор Карл V вдерся до Італії й 6 травня 1527 року захопив Рим, взявши в облогу Климента VII у замку Святого Ангела. Цим скористалися опозиційні сили Медічі. 17 травня Іпполіто разом з Алессандро було вигнано з Флоренції. Та вже 12 серпня 1530 року Іпполіто разом з іспанськими військами повертається до Флоренції. Але його сподівання на здобуття влади виявилися марними — новим володарем республіки став Алессандро Медічі. Ще у січні 1529 року за волею Климента VII, Іпполіто Медічі стає кардиналом. Ця посада молодому Медічі не подобалася. Він мав намір зректися духовного сану та одружитися з Катериною Медічі. Таким планам завадив папа римський. Тоді Іпполіто розпочав рух серед флорентійців на свою користь проти Алессандро Медічі. Климент VII зупинив ці дії, призначивши Іпполіто Медічі своїм легатом в Угорщині (20 червня 1532 року).
У 1533 році Іпполіто Медічі брав участь у весіллі Катерини Медічі та майбутнього французького короля Генріха II. По поверненню до Риму Іпполіто Медічі очолив партію-республіканців, які залишили Флоренцію. Стурбований цими діями Алессандро Медічі (на той час вже герцог Флорентійський) вирішив ліквідувати загрозу своїй владі — 10 серпня 1535 року Іпполіто Медічі було отруєно, хоча не виключають, що він помер від малярії.

## Родина
Коханка — Джуліа Гонзага
Діти:
- Асдрубале (д/н—1565), кондотьєр.